# Neuaufnahmen in das UNESCO-Kultur- und -Naturerbe 1989
Im Jahr 1989 fanden die im Folgenden aufgeführten Neuaufnahmen in das UNESCO-Kultur- und -Naturerbe statt.

## Welterbe
Auf seiner 13. Sitzung vom 11. bis 15. Dezember 1989 in Paris nahm das Welterbekomitee sieben Stätten aus sieben Ländern neu in die Liste des UNESCO-Welterbes auf, davon vier Kulturerbestätten (K), zwei Naturerbestätten (N) und eine gemischte Stätte (K/N).

### Welterbeliste
Folgende Stätten wurden neu in die Welterbeliste eingetragen:
| Vertragsstaat(en)               | Bezeichnung                                    | Typ | Ref. | Anmerkungen |
| ------------------------------- | ---------------------------------------------- | --- | ---- | --- |
| Griechenland                    | Mystras (Lage)                                 | K   | 511  | |
| Griechenland                    | Archäologische Stätte von Olympia (Lage)       | K   | 517  | |
| Indien                          | Buddhistische Monumente bei Sanchi (Lage)      | K   | 524  | Sanchi weist die ältesten noch existierenden buddhistischen Stupas auf, die teilweise aus dem 3. Jahrhundert v. Chr. stammen |
| Mali                            | Klippen von Bandiagara (Land der Dogon) (Lage) | K/N | 516  | |
| Mauretanien                     | Nationalpark Banc d’Arguin (Lage)              | N   | 506  | |
| Portugal                        | Kloster Alcobaça (Lage)                        | K   | 505  | |
| transnational: Sambia, Simbabwe | Victoria-Fälle / Mosi-oa-Tunya (Lage)          | N   | 509  | |

Bei folgenden Welterbestätten wurden signifikante Änderungen ihrer Grenzen beschlossen:
| Vertragsstaat(en) | Bezeichnung                | Typ | Ref. | Anmerkungen                                                                                         |
| ----------------- | -------------------------- | --- | ---- | --------------------------------------------------------------------------------------------------- |
| Australien        | Tasmanische Wildnis (Lage) | K/N | 181  | Erweiterung um die Nationalparks Walls of Jerusalem und Hartz Mountains sowie weitere Schutzgebiete |

Deutschland hatte bereits vor der Sitzung die Nominierung des Wattenmeers zurückgezogen.
Folgende Kandidaturen wurden bis auf Weiteres verschoben, da einige Bedingungen für die Eintragung als Welterbe noch nicht erfüllt waren:
- Kloster Poblet (Spanien)
- Tongariro-Nationalpark (Neuseeland)

Folgende Nominierungen wurden abgelehnt:
- Navan Fort (Großbritannien)
- Stadt Taal (Philippinen)
- Vigan City (Philippinen)
- Intramuros – Historisches Zentrum von Manila (Philippinen)
- Girona (Spanien)
- Kloster Sant Pere de Rodes (Spanien)
- Kollegiatstift Sant Vicenç de Cardona (Spanien)
- Úbeda und Baeza (Spanien)

### Rote Liste
Das Welterbekomitee entschied, das Salzbergwerk Wieliczka in Polen in die Liste des gefährdeten Welterbes („Rote Liste“) aufzunehmen und zeitgleich das Schutzgebiet Ngorongoro in Tansania zu streichen. Außerdem empfahl es, den Nationalpark Garamba in Zaire von der Liste zu streichen.